# Capoeira
La capoeira (pronuncia portoghese: /kapuˈejɾɐ/) è una lotta brasiliana, caratterizzata da elementi espressivi come la musica e l'armonia dei movimenti (per questo spesso scambiata per una danza).
Si tratta di una sintesi di lotta, acrobazie, canti e musica mutuata dal periodo schiavista in piena colonizzazione portoghese: gli schiavi africani, destinati alle piantagioni, si allenavano nei combattimenti utilizzando tecniche di attacco e difesa, calci, prese, schive, dissimulando la lotta con elementi di danza, al fine di non insospettire i colonizzatori.
Nata e diffusa inizialmente a Bahia, si è trasformata poi in una pratica spettacolare: i capoeiristi formano un grande cerchio chiamato roda, il gruppo che suona l'istrumenti di percussioni chiamato bateria, incitano cantando i jogadores (lottatori) che a due a due si confrontano con una tecnica unica e affascinante, per molti versi simile a una danza.

## Origini della parola
Non esiste una teoria che spiega l'origine della parola Capoeira, secondo i vecchi mestres (maestri) la parola ha origine da un uccello che assomiglia a una pernice, un'altra teoria sarebbe la gabbia che era utilizzata per trasportare i gallinacei ai mercati secondo la teoria dello studioso Antenore Nascentes.
Un'altra teoria sarebbe quella difesa da Amadeus Amaral, che diceva che la parola Capoeira deriva dal dialetto Caipira che sarebbe Capuera, il quale era dove un albero nasce nello stesso posto dove c'era stato un albero abbattuto. Questa parola è utilizzata speso tra i capoeiristi oggi, come se fosse una parola nata da un dialetto. 

## Storia

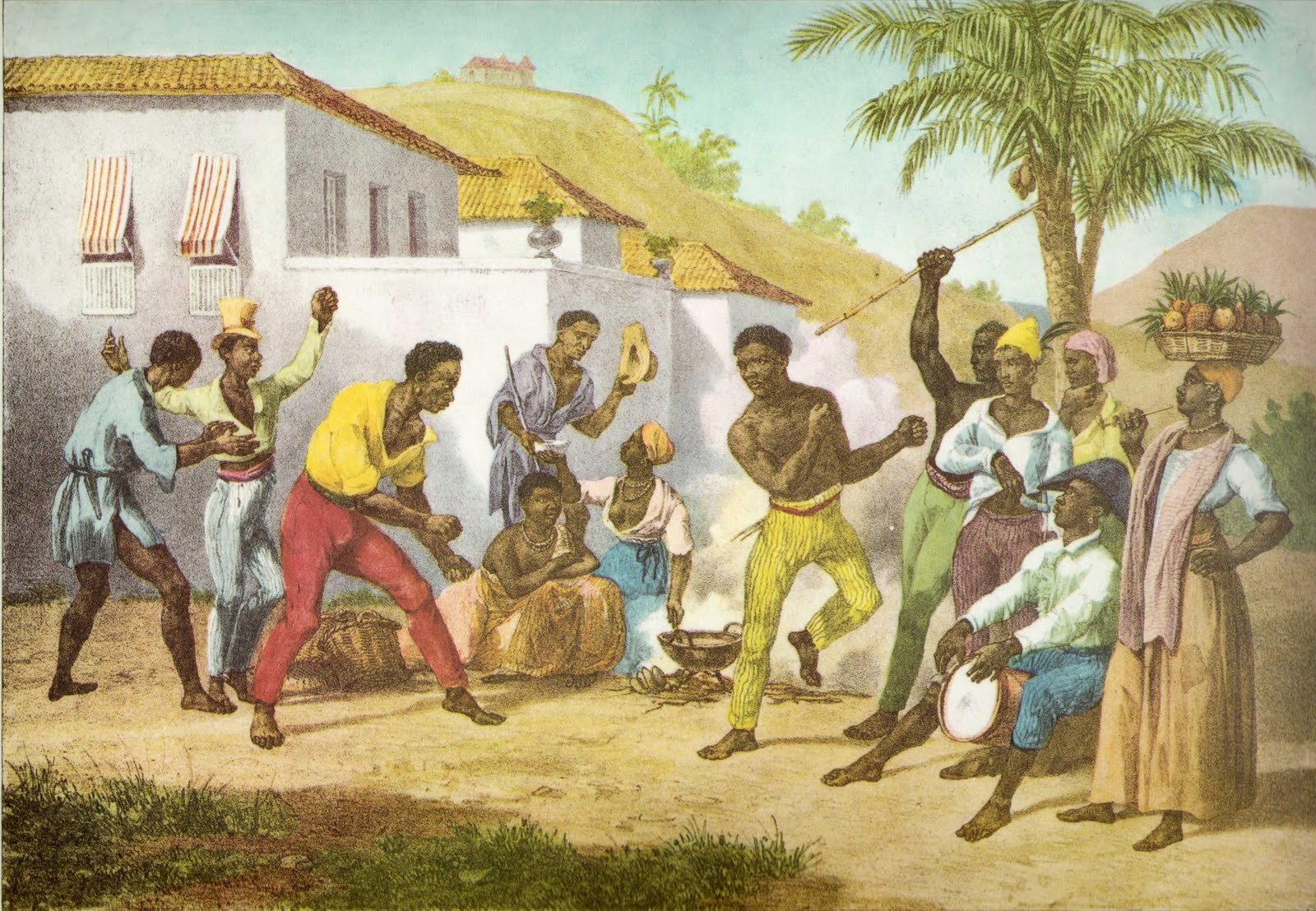
Capoeira, dipinto di Johann Moritz Rugendas del 1835.

La storia della capoeira è molto complessa e difficile da tracciare in maniera precisa, soprattutto per la carenza di documenti scritti al riguardo e per la loro distruzione dopo l'abolizione della schiavitù in Brasile; di certo sappiamo che trae le sue origini dalla mescolanza di rituali di lotta e danza di alcune tribù africane già colonie dei portoghesi, catturate e fatte schiave in massa per essere deportate in Brasile.
Il 22 aprile 1500 Pedro Álvares Cabral sbarca in Brasile e, con lui, inizia così la storia del colonialismo portoghese. I colonizzatori per risolvere il problema di manodopera schiava cominciano a catturare africani (più robusti fisicamente degli indios autoctoni, decimati dalle malattie portate dai colonizzatori). Gli schiavi venivano sfruttati nelle piantagioni (canna da zucchero, tabacco, caffè, ecc.) per molte ore al giorno, ritirandosi poi nelle Senzalas (sem = senza, ala = lato di muro), grandi e miseri dormitori sotterranei, bui e senza mura divisorie, vivendo in condizioni pessime. Gli sbarchi di schiavi portati dall'Africa inizia nel 1548, molti di loro arrivavano dal Mozambico, Congo, Angola, Benguela e Cabinda. Con le ingerenze olandesi nelle colonie portoghesi (1624-1654) in Brasile gli schiavi approfittarono degli scontri per darsi alla fuga.
Alcuni si organizzarono in comunità indipendenti, nei villaggi detti quilombos. Questo periodo fu sicuramente un catalizzatore dello sviluppo della capoeira. Uno di questi villaggi, Palmares, all'epoca probabilmente collocato nello Stato nordestino Alagoas, è assurto a simbolo della lotta degli schiavi contro i loro carnefici. Fondato nel 1610, il primo quilombo è Palmares e col passare del tempo è diventato il Comune di Mina dos Palmares, di Pernabuco Sud.  Il quilombo di Palmares aveva come capo il Re Ganga Zumba, il quale fu avvelenato nel 1680 dai sostenitori di Zumbri, il quale diventa il nuovo re. Palmares sopravvisse per più di ottant'anni resistendo all'incalzare dei portoghesi; fu distrutto nel 1695 dopo un assedio di 5 anni e 9000 soldati impiegati.
I primi documenti che parlano di capoeira risalgono al 1624, si tratta di diari dei capi di spedizione incaricati di catturare e riportare indietro gli schiavi neri che tentavano di scappare. Questi documenti fanno riferimento ad uno strano modo di combattere, "usando calci e testate come fossero veri animali indomabili".
Con l'arrivo di D. João VI nel 1804, si istituisce il Ministero della Polizia e della Guardia Reale della Polizia, che iniziano a perseguitare i capoeiristi e coloro che venivano presi, hanno ricevuto un trattamento speciale, conosciuto come la Cena dei Gamberetti, dove Il capoeirista veniva catturato e poi legato a un cavallo, che partiva a tutta velocità verso la stazione di polizia, trascinando con sé il capoeirista. Per questo motivo, i capoeiristi decisero di svolgere le loro attività nei pressi della stazione di polizia, per evitare di essere trascinati. Nel 1813 la parola capoeira e stata aggiunta nella seconda edizione del dizionario della lingua portoghese di Moraes.
Il mito diffuso è che la capoeira fosse un modo per gli schiavi di allenarsi a combattere dissimulando, agli occhi dei carcerieri, la lotta con la danza. Questo può essere vero solo per uno stadio molto primitivo del suo sviluppo, perché in realtà la pratica della capoeira a partire dal 1814 venne vietata agli schiavi, assieme ad altre forme di espressione culturale, principalmente per impedirne l'aggregazione, anche se alcune fonti dicono che questa forma di arte marziale ha continuato ad esistere e svilupparsi considerando il fatto che sia sopravvissuta fino ai nostri giorni.
Il 1888 fu l'anno di liberazione dalla schiavitù, ma gli schiavi liberati non ebbero modo di integrarsi facilmente nel tessuto socioeconomico. Specie nelle grandi città, molti di loro si diedero al crimine per sopravvivere, facendo spesso ricorso alla capoeira negli scontri con altri delinquenti o con la polizia. La capoeira fu quindi presto associata alla delinquenza di strada, tanto da venire proibita a livello nazionale già dal 1892. La pratica della capoeira rimase clandestina (da questo deriva l'uso per ogni capoeirista di un apelido, un soprannome), spesso violenta e praticata solo nelle strade da individui malfamati, schedati appunto dalla polizia come capoeiristas.
Nel 1910 nella città di Salvador de Bahia, iniziano ad apparire le prime scuole clandestine di capoeira, lo stesso accade in Rio di Janeiro. Con queste scuole, persone di un alto livello sociale come Inezil Penna Marinho, iniziano a frequentare le scuole di capoeira. Tra il 1920 e 1927, grazie il funzionario di polizia, il signor Pedro de Azecedo Gordilho, le persecuzioni nella città di Bahia contro i capoeiristi s'intensificano.

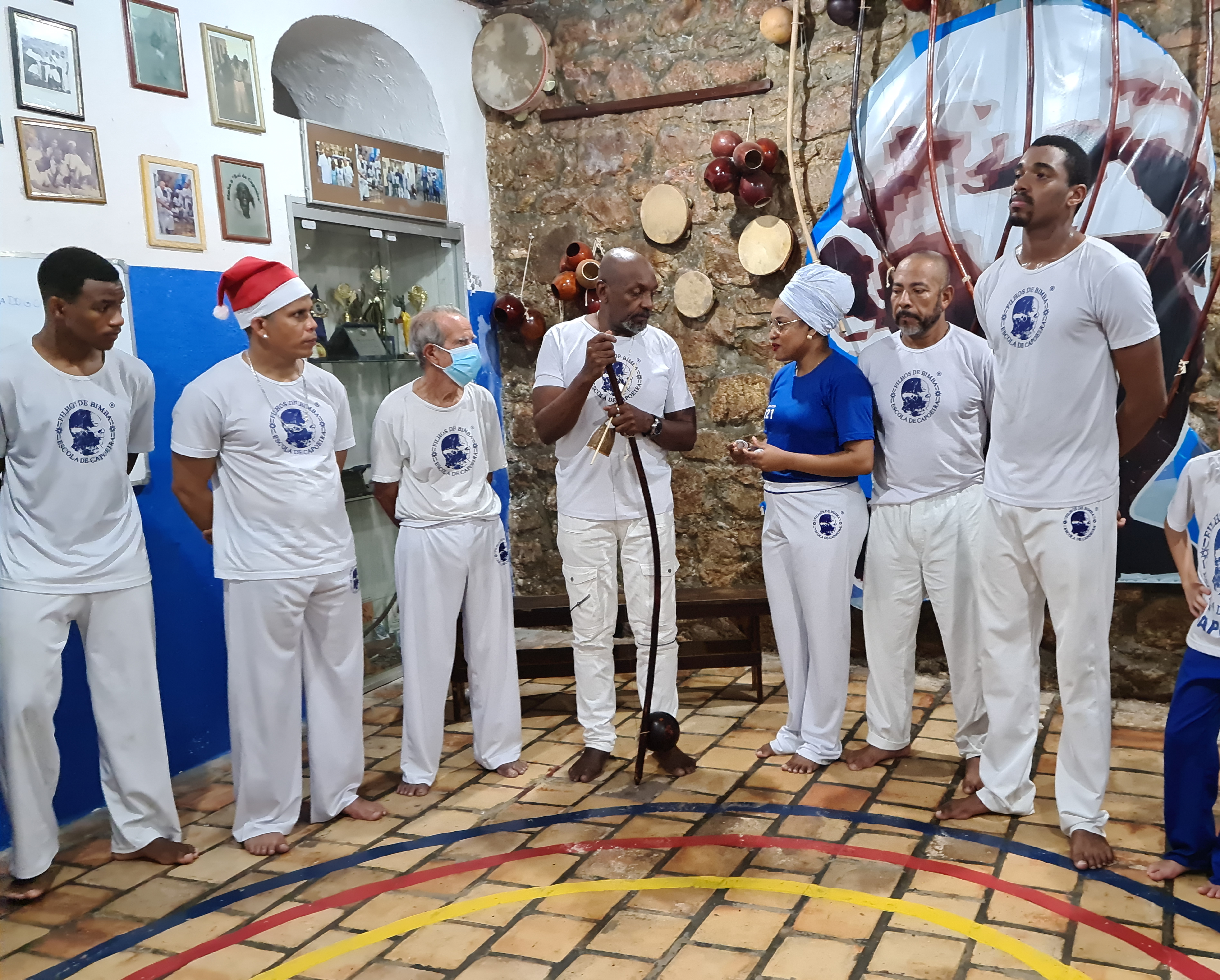
Il gruppo di Mestre Bimba nel 2022

Nel 1930 la politica nazionalistica del presidente/dittatore Getúlio Vargas, in cerca di uno sport da promuovere come sport nazionale, diede l'opportunità a Mestre Bimba di riscattare la fama negativa della capoeira mediante lo stile di "Lotta Regionale di Bahia", da lui ideato. Nel 1932 gli venne permesso di aprire la prima academia nella quale impose anche delle regole di disciplina per ripulire la cattiva immagine che l'opinione pubblica aveva della capoeira. Dopo una pubblica esibizione di Mestre Bimba e dei suoi allievi finalmente lo sport ebbe il suo riscatto, e cominciò la sua lenta ascesa, e cosi nel 1937, mestre Bimba ottiene la sua licenza ufficiale la quale lo autorizza a insegnare, ma nel 1939 lui inizia a fare le lezioni nella sede del Centro per lo Sviluppo di Ufficiali della Riserva di Salvador a Barbalho. La seconda scuola ufficiale di capoeira è stata creata nel 1941 grazie a Vicente Ferreira Pastinha, conosciuto come mestre Pastinha, la sua scuola aveva come nome Centro Sportivo di Capoeira Angola.
Nel 1953 mestre Bimba realizza una mostra nel Palazzo del Governo, in Salvador de Bahia, in questa attività erano presenti Juracy Magalhaes, governatore di Bahia e il presidente della Repubblica, il signor Getúlio Vargas, il quale aveva dichiarato che la Capoeira era l'unico sport nazionale del Brasile.
Nel 1974 la capoeira è stata riconosciuta come sport nazionale brasiliano.
Il 26 novembre 2014 la Roda di Capoeira viene proclamata patrimonio immateriale dell'umanità da parte dell'UNESCO.
In Italia, nel 1982 il Grao Mestre Canela (1951-2022) fondò a Viterbo la prima scuola di Capoeira italiana con il nome di Capoeira Mangangà. Da allora, la Capoeira ha visto la nascita di diversi gruppi, molti dei quali, come il primo, ancora attivi su tutto il territorio nazionale.

### Capoeiristi storici
- Besouro Mangangá
- Zumbi
- Mestre Pastinha
- Mestre Bimba
- Mestre Suassuna
- Mestre Camisa
- Tore Esporão Capoeira
- Mestre Peixinho Grupo Senzala
- Mestre Ramos Senzala
- Mestre Tony Vargas Senzala
- Mestre Amendoim Senzala
- Mestre Noronha
- Mestre Cobrinha Verda
- Mestre João Grande
- Mestre João Pequeno
- Mestre Decânio
- Mestre Tiburcinho
- Mestre Curió

## Sport
La capoeira è, nella sua origine, una lotta di liberazione dissimulata nella danza, in un gioco di arguzia. Con ogni probabilità affonda le sue origini nelle tecniche di lotta tribali dell'Africa centro-occidentale, ma si sviluppa in Brasile durante l'epoca coloniale, quando vi vennero deportati gli schiavi africani. La tradizione vuole che gli schiavi di origini africane si esercitassero nella lotta con l'intento di conquistare la libertà; l'apparenza di danza tribale li avrebbe messi al sicuro dalla punizione dei padroni. L'origine del suo nome è incerta in quanto si crede che derivi dal nome del capotribù della fazione di schiavi che riuscì a fuggire liberandosi dalla schiavitù e a formare una comunità che col tempo divenne un villaggio nascosto nelle foreste amazzoniche che secondo fonti storiche incerte prese poi anch'esso lo stesso nome, appunto Capoeira.
La capoeira è divisa in diversi stili: la Capoeira primitiva, la Capoeira Angola, la Capoeira Regional, la Capoeira Estilizada, la Capoeira Contemporanea. Mentre nel resto del Brasile continuarono a praticare la capoeira che conoscevano, a Bahia nacquero due stili: negli anni trenta Mestre Bimba aprì la sua palestra di capoeira come attività culturale (la sua Académia si chiamava "Centro de Cultura Fisica e Regional Baiana"), perciò la sua capoeira fu denominata "Regional" ed ebbe un ruolo centrale nel processo di integrazione di questa disciplina nella società brasiliana, accettando nella sua scuola soltanto lavoratori (poveri, neri) e studenti (nella maggioranza bianchi): tecnicamente, senza snaturare la capoeira adottò alcune tecniche derivate dal "Batuque" e da altre arti marziali per restituire alla capoeira la sua valenza di lotta, persa nel tempo in favore di valori puramente folcloristici, ed introdusse un metodo di insegnamento sistematico con 8 sequenze. Nella sua scuola si enfatizza la verticalità e l'oggettività del jogo, integrando anche l'aspetto musicale con l'introduzione di nuovi toques appositamente creati per ogni situazione.
Era un'epoca di rinnovamento, quindi sulla scia dell'esempio di Mestre Bimba, che aveva evidenziato questa esigenza di organizzazione nella capoeira, altri capoeiristas di Bahia, a un'impostazione più tradizionale, decisero a loro volta di riunirsi fondando lo stile Angola, che fu organizzato e perfezionato da Mestre Pastinha. Questo stile conservava la capoeira praticata all'epoca "pre-Bimba" con i suoi aspetti originali e rituali: i movimenti a seconda del ritmo eseguito al berimbau possono essere veloci, portando il capoeirista ad avere una postura ed un gioco più alto, o più lenti e più vicini al suolo. Il jogo dura più a lungo ed enfatizza il dialogo fra i due corpi, l'estetica e la ritualità dei movimenti, le strategie e le tattiche, la malandragem (cioè l'astuzia, la malizia nel gioco); venne codificata come disciplina sportiva nel "Centro Esportivo de Capoeira Angola" di Pastinha.
Oggi, in realtà, la mescolanza di stili e tecniche non permette una classificazione così netta per molti gruppi di capoeira, tranne che per chi pratica la Capoeira Regional di Mestre Bimba, che ha sue specifiche e rigorose regole.
Elemento comune a qualsiasi stile di capoeira è la musica. Il ritmo del berimbau (lo strumento simbolo della capoeira) scandisce ogni fase del gioco nella roda (il cerchio di persone che si forma attorno ai due capoeiristi che stanno giocando). Esistono tipi di gioco diversi a seconda del ritmo: infatti, attraverso la musica, i suonatori possono modificare il gioco, comunicare messaggi al pubblico e ai giocatori. Come diceva Mestre Canjiquinha: "Io sono capoeira, quindi io gioco il ritmo che fa il berimbau". Nel 2014 l'UNESCO ha iscritto la Roda di Capoeira nella Lista rappresentativa del patrimonio culturale immateriale dell'umanità.

### Regole
Le modalità del gioco, che di solito vengono assegnate al capoeirista più anziano presente nella roda. Lo stile, praticante nei "fondamentos" (es. fondamento tecnico, fondamento storico e). Con il berimbau, tramite un ritmo specifico, si può ogni anno la roda, iniziare il gioco, far uscire dalla roda, interrompere il gioco e terminare la roda. Per questa ragione si dice che il berimbau comanda la roda.
Quando la batteria di strumenti al completo sta suonando il ritmo "Angola" e il solista canta una "ladainha", poi passa alla "louvaçao" e di seguito al "corrido" e quando si sente le note del vamo s'imbora oppure Ie voltas do mundo, si entra in roda in coppia a partire dal berimbau e si comincia a giocare. Si esce dalla roda quando uno dei due giocatori fa capire di non volere continuare a giocare, o quando il berimbau lo comanda. In questo caso subentrano altri due giocatori (sempre passando dal berimbau). Certi ritmi del berimbau permettono il gioco di compra (inserirsi in mezzo ai due giocatori nella roda per prendere il posto di uno dei due). Un giocatore stanco può chiedere all'altro di fare assieme a lui un giro defaticante della roda per recuperare le energie, ma in realtà spesso si tratta di "imboscate" in cui si rischia di essere colpiti a sorpresa.
Riguardo al contatto, dipende dal ritmo suonato al berimbau. Alcuni ritmi non permettono il contatto (es. Banguela, Iuna, jogo-de-dentro) altri invece lo propongono proprio (es. Sao Bento di Bimba, Sao Bento Grande) Ma quando si tratta di un gioco realizzato tra amici, mentre fra i giocatori non esistono regole specifiche. Tutto dipende dal contesto, dall'abilità e dalle intenzioni dei giocatori. Spesso i colpi non vengono portati al bersaglio: se un giocatore viene sorpreso scoperto, il colpo viene accennato per dimostrare che lo si sarebbe potuto colpire, se il giocatore è coperto non si tenta di portare il colpo a segno forzando la sua difesa. In entrambi i casi quindi non si avrà contatto fisico. Questa non è una regola.
Ci sono scuole in cui, in base alla conoscenza della modalità di gioco proposta dal ritmo eseguito al berimbau, vengono insegnate tecniche (prese, proiezioni a terra) che implicano il contatto fisico, e ci sono contesti in cui un giocatore scoperto viene effettivamente colpito. È molto importante rendersi conto, quando si vuole entrare nella roda, del contesto, delle modalità di gioco, dell'intenzione dell'altro giocatore e delle proprie possibilità di confrontarsi con lui. Comunque, molto spesso un giocatore molto più abile dell'altro si accontenta di mostrare la sua superiorità senza colpire fisicamente, magari ironizzando sull'avversario, facendo acrobazie o mostrandosi scoperto per poi reagire in modo fulmineo ad un tentativo di attacco (un esempio di malandragem).

### Livelli dei praticanti

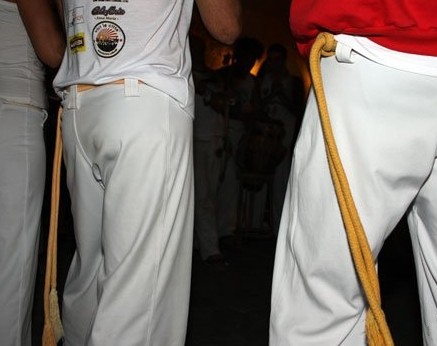
Cordas

Nella capoeira è possibile trovare diversi livelli tra i praticanti e per capire meglio quale livello hanno, vengono utilizzate Cordas (corde) che sono l'equivalenti delle cinture nelle arti marziali come Karate e Judo soprattutto nella capoeira regional. Queste cordas hanno diversi colori, tra le più conosciute ci sono: 
- Crua (simile al colore avorio), la quale molte scuole la utilizzano e rappresenta la prima corda
- Verde
- Amarela (gialla)
- Laranja (arancione)
- Azul (azzurra)
- Vermelho (rosso)
- Branco (bianco), questa corda si da solo a coloro che arrivano al livello mestre (maestro)

Le cordas possono avere altri colori come roxo (viola), marrom (marrone), preto (nero) e possono essere combinate, per esempio verde-amarela (verde-gialla), la quale è un livello principiante - intermedio, ma i colori e le combinazioni delle cordas, dipende dipende da ogni scuola. Le cordas vengono assegnate durante una cerimonia detta batizado (battesimo). Spesso consiste in una treccia di nove fili ed è adottato nella Capoeira Regional e da alcuni gruppi di Angola. Ogni scuola ha il suo peculiare sistema di cordas, il che rende impossibile giudicare il livello di un capoeirista solo dal colore se non si conosce la scuola.
Nella maggior parte dei gruppi di Capoeira Angola non esistono corde, né gradi che distinguano l'abilità o il tempo di pratica di un capoeirista (ad eccezione del Mestre). Alcuni maestri di Capoeira Angola concedono il titolo di "trenel" o "professor" ad alunni già in grado di insegnare. Nell'accademia di Mestre Bimba esistevano gradi molto semplici, che servivano a distinguere - con l'attribuzione di un fazzoletto colorato - gli allievi principianti da quelli avanzati (formados). 
Comune a molte scuole è invece il riconoscimento del livello raggiunto con un titolo.
Questi sono i livelli di base degli allievi in ordine crescente di esperienza:
- principiante
- batizado
- pre-intermedio
- intermedio
- intermedio-avanzato
- avanzato
- graduado.

Allievi specializzati:
- Monitor, primo livello di allievo abilitato all'insegnamento
- Instrutor, secondo livello di allievo abilitato all'insegnamento
- Professor, terzo livello di allievo abilitato all'insegnamento
- Contramestre, quarto livello di allievo abilitato all'insegnamento.
- Mestre (Formado in Capoeira è Maestro).

In alcune scuole e/o gruppi esiste soltanto un'unica graduazione di Maestro (Mestre). Altre scuole e/o gruppi suddividono in gradi con colori diversi che possono variare da 3 a 5 cinture.

### Abbigliamento
L'abbigliamento della capoeira è caratterizzato da dei pantaloni chiamati abadà (favoriscono i movimenti del capoeirista). La differenza tra Angola e Regional si può notare anche nel vestiario: infatti nella Capoeira Angola i colori predominanti sono il bianco (tradizionale), il nero e il giallo (erano i colori della popolare squadra di calcio Ypiranga, di cui il Mestre Pastinha era tifoso), nella Capoeira Regional, invece, il colore predominante è il bianco, in ricordo degli abiti da festa della domenica.

### Colpi e movimenti

Esempio di Aú

I nomi dei colpi di capoeira variano da gruppo a gruppo, ma i principali sono:
- Amazonas
- Attacco Armada
- Arpão
- Aú
- Aú Batido
- Aú Queda de Rins o Aú Santo Amaro
- Aú sem mão
- Avanço
- Baiana
- Bananeira
- Bananeirinha
- Banda
- Beco do Papagaio
- Benção
- Cabeçada
- Cadeira
- Chapa
- Cocorinha
- Deslocamento Base
- Deslocamento Lateral
- Esquiva
- Esquiva Avançada
- Esquiva Baixa
- Esquiva Media-Alta
- Esquiva Quebrada
- Esquiva Requadra
- Folha Seca
- Galopante
- Gancho
- Gato
- Giro de cabeça
- Giro de mão
- Ginga
- Godeme
- Loca
- Macaco
- Macaco de pé
- Martelo
- Martelo Cruzado
- Meia-lua de base
- Meia-lua de compasso
- Meia-lua de frente
- Meia-lua de costa
- Meia-lua na Coluna
- Parafuso
- Pisão Cruzado
- Pisão De Frente
- Pisão Giratorio
- Ponta de faca
- Ponte aranha
- Ponteira
- Primera Trasformação
- Queda de rim
- Queixada de frente
- Queixada de lado
- Rabo-de-arraia
- Rasteira
- Salto mortal
- Santo Amaro
- Scissora
- S-Dobrado
- Tesoura
- Vingativa
- Voo do morcego

## Possibile stile originario

### Engolo
Engolo o NGolo (parola Kikongo che significa forza, potere) è un'esibizione di combattimento rituale di vari gruppi etnici intorno al fiume Cunene nell'Angola meridionale. Lo stile di combattimento prevede vari calci, schivate e spazzate di gambe, con un'enfasi sulle posizioni invertite, cioè con una o più mani a terra. La prima menzione di Engolo in letteratura è stata fatta da Albano Neves e Sousa in una serie di disegni che dimostrano varie tecniche e le loro somiglianze con la forma d'arte afro-brasiliana della Capoeira negli anni '60. Engolo è una delle numerose arti marziali africane della diaspora africana nelle Americhe.
Neves e Sousa descrissero Engolo come parte di un rito di passaggio, Omuhelo, tra giovani ragazzi che gareggiano per una sposa nella gara, e le cui tecniche derivano dal modo peculiare in cui le zebre combattono tra loro. La ricerca condotta dal Dr. TJ Desch Obi rileva che Engolo stesso non viene eseguito rigorosamente per nessun rituale, ma come elemento in varie esibizioni pubbliche e private.
Nel suo libro Fighting for Honor, così come nel suo articolo "Combat and Crossing of the Kalunga", Desch Obi traccia parallelismi tra lo spazio del cerchio usato nell'Engolo e le tecniche invertite con la cosmologia Kalunga, in cui il mondo degli spiriti-antenato è capovolto come un mondo di opposti: dove gli uomini camminano sui loro piedi, gli spiriti camminano sulle loro mani, dove gli uomini sono neri, gli spiriti sono bianchi, dove gli uomini raggiungono le loro massime capacità fisiche nella vita, gli antenati raggiungono la loro massima spiritualità. Afferma che gli uomini nell'eseguire l'Engolo con le sue posizioni invertite si connettono fisicamente e spiritualmente con gli antenati e con specifici guerrieri ancestrali del passato.

## Stili di Capoeira
Nella Capoeira esistono due stili, che sono il Regional e Angola.

### Capoeira Regional
Questo stile fu creato da Meste Bimba. Nella capoeira regional, il jogo (gioco) di capoeira è più veloce, più allegro, ma anche può essere più aggressivo, questo dipende dal livello dei capoeiristi. Dentro la capoeira regional è possibile trovare due stili:
- Capoeira regional classica, la quale rimane più attaccata agli insegnamenti di mestre Bimba.
- Capoeira regional contemporanea, la quale è più moderno, più veloce, ha più movimenti acrobatici.

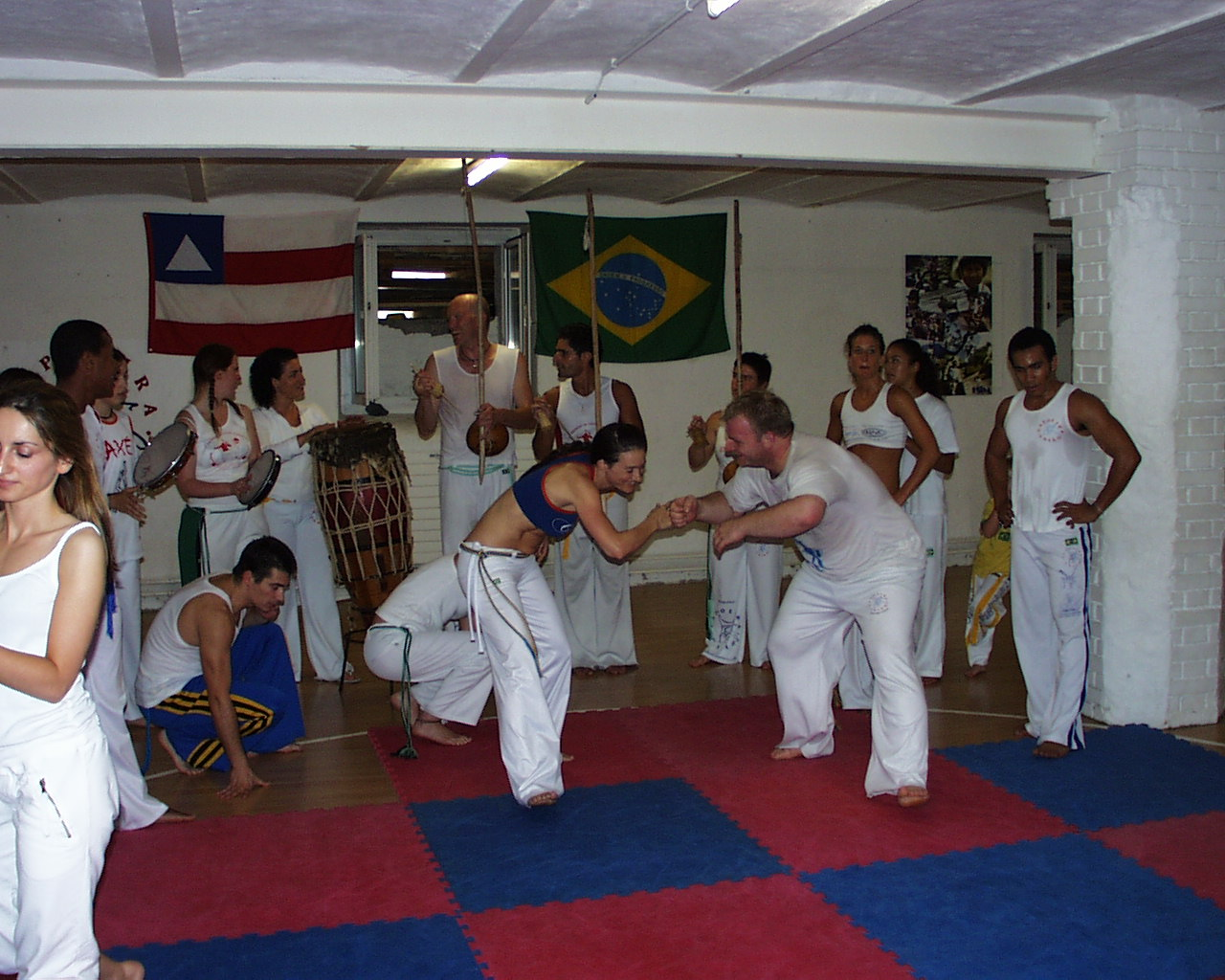

### Capoeira Angola
La Capoeira Angola, rappresenta la cultura africana Bantu, esiste la teoria che il nome di Angola è stato preso dagli schiavi africani che arrivavano da questo posto. Il jogo di Angola è più lento, i giocatori giocano più vicini e possono giocare in spazi piccoli. Il rappresentante più importante di questo stile è Mestre Pastinha.

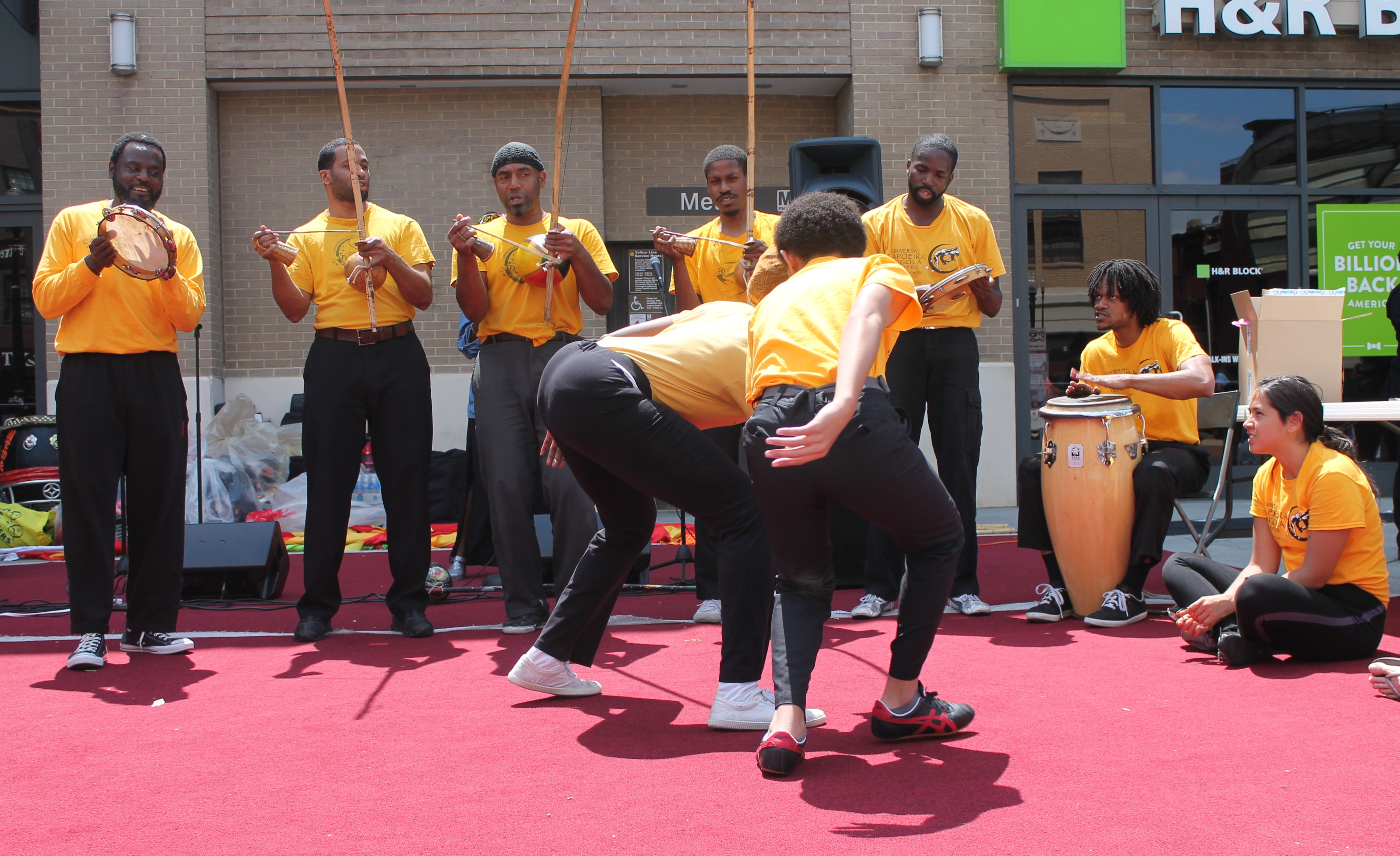

## Musica
La musica è un ingrediente fondamentale della capoeira, senza musica non c'è jogo (gioco) di capoeira. Sarà lo stile e ritmo della musica a guidare il jogo de capoeira.

### Strumenti utilizzati
La batteria o gruppo di strumenti utilizzati nella capoeira, comprende:
- Berimbau (arco musicale) Questo strumento è molto importante, senza il berimbau non esiste la musica di capoeira.  Il berimbau può essere di tre tipi, ma questo dipende dalla misura della cabaça (zucca): Gunga (grossa o gigante), Media (intermedia), Viola (piccola).

- Atabaque (un tipo di tamburo). Di slito fatto in legno e utilizza la pelle di capra.
- Pandero (tamburello a sonagli)
- Agogô (campane di legno o metallo)
- Reco reco (una sorta di "raspa" di legno)
- Caxixi (strumento idiofono di origine africana). Una sorta di piccolo cestino che dentro ha delle conchiglie, pietre o fagioli.

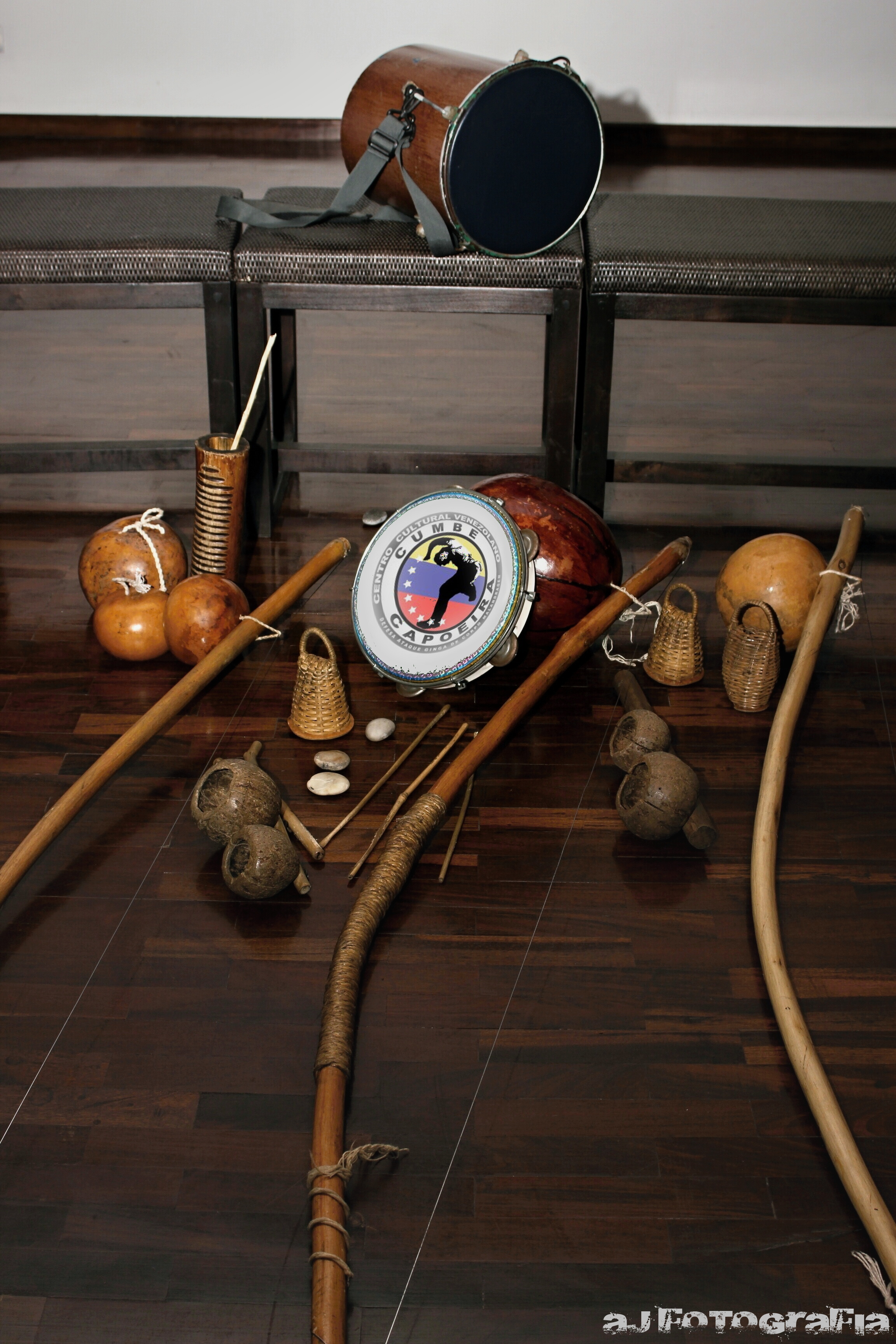
Strumenti di capoeira

### Ritmi
I differenti ritmi utilizzati nella capoeira sono conosciuti con il nome di toques (si pronuncia toches). Esistono diversi tipi che guidano lo stile di gioco e questi possono avere piccole variazioni secondo ogni gruppo.
Le note utilizzate quando si suona il berimbau, sono:
- Ton: libero, senza pietra.
- Chin: qui la pietra tocca leggermente l’arame (filo metallico del berimbau).
- Tin: la pietra tocca l’arame.
- Toinch: e quando si fa la nota libera da subito si tocca leggermente l’arame.

Questa è una lista dei diversi toques più utilizzati nella capoeira:
- Toque de angola
- São Bento de Bimba: È un tocco che trasmette molta energia e richiede molta tecnica ed attenzione da parte dei capoeristi impegnati nel gioco, in quanto è lo stile di capoeira più marziale. Fu creato da Mestre Bimba. Viene anche chiamato São Bento Grande da Regional. Si suona con un berimbau Viola, e due pandeiro (uno per lato). A questa formazione musicale (batteria) si dà il nome di "charanga".
- São Bento Grande de Angola o São Bento Pequeno de Angola (prima di Bimba erano conosciuti come São Bento Pequenho e Grande, senza l'aggiunta Angola)
- Iúna: La Iuna è un uccello e il ritmo dovrebbe ricordare il "discorso" tra un maschio e una femmina di questo animale. Può essere giocato solo dal grado di alunno formato in su. Il gioco deve essere sia tecnico che acrobatico.
- Cavalaria: È un ritmo che ricorda il suono di cavalli al galoppo, e consiste in una percussione veloce del berimbau. Esso quando la capoeira era ancora proibita serviva per avvisare i capoeiristi dell'arrivo della polizia. Oggi, che la capoeira non è più proibita, quando viene suonato questo tocco i capoeiristi non possono toccare il terreno con le mani e vengono avvisati dell'arrivo di qualcuno non benvenuto.
- Samango: Toque creato dal mestre Canjiquinha
- Santa Maria: Toque utilizzato per il gioco di moneta, dove nel mezzo della roda si trova un portamonete o un fazzoletto pieno di soldi, dove si scommetteva per vedere l'agilità del giocatore di capoeira.
- Benguela o Banguela: è un ritmo intermedio tra Angola e Regional. La Benguela rappresenta la capoeira contemporanea; la capoeira più seguita e completa dei nostri giorni. Anche questa tecnica fu ideata e portata avanti da Mestre Bimba e col passare degli anni si cerca sempre di migliorarla. Il gioco di Benguela è un gioco incastrato dove i giocatori cercano di sopraffare l'avversario con la tecnica; nella roda di Benguela non è possibile effettuare salti mortali (poiché possono essere compiuti solo nella Regional)
- Amazonas: È un ritmo suonato con il berimbau e indica un evento di festa è infatti utilizzato per accogliere e salutare i mestre e gli alunni di altri luoghi e che sono venuti in visita per un incontro o un batizado.
- Idalina: Utilizzato per il gioco di facca o navalha (coltello).
- Aviso: Questo toque era utilizzato per far sapere dell'arrivo di gente sconosciuta o la polizia.
- Barrabento: Gioco più sciolto, dove i capoeiristi potevano dimostrare le loro abilità.
- Jogo de dentro: Utilizzato nella capoeira angola.
- Samba de roda: Qui i capoeiristi giocano e danzano la samba.
- Regional:  Creato dal mestre Bimba.
- Miduinho: Gioco molto simile al jogo de dentro, ma ci sono più salti.
- Musenza: Questo toque era utilizzato per mostrare disprezzo verso qualche persona.

### Canzoni
Il ritmo degli strumenti è accompagnato dalle canzoni della capoeira. La roda de Angola inizia con la ladainha cantata da un singolo, mentre la "roda de regional" inizia con la chula (o ouvação) dopo il primo coro corridos, al quale tutta la roda risponde, il gioco inizia. I testi di queste canzoni sono in portoghese ed attingono ad un repertorio vastissimo di canzoni tradizionali della capoeira che si compongono, solitamente, di pochi versi. In nessun caso è permesso giocare nella roda se la musica si ferma. Una delle canzone più conosciute e che si può utilizzare sia per la capoeira regional e angola, sarebbe Paraná:
Paraná e, Paraná e, Paraná
(coro)Paraná e, Paraná e, Paraná
Quando eu era criança
Que jogava capoeira
Os mais velhos assim diziam
Esse menino nao é brincadeira
Olha o rabo de arraia, martelo cruzado
Meia lua e o tombo da ladeira
Capoeira antigamente, colega velho
Tinha muita tradiçao
Olha os mestres faziam cantiga
Do fundo do coraçao
Capoeira hoje em dia
Nao sei onde vai parar
Mais me lembro de uma cantiga
Que ouvia meu mestre cantar
Ele dizia:
(coro)Paraná e, Paraná e, Paraná
(coro)Paraná e, Paraná e, Paraná
Quem viaja neste mundo, Paraná
Sempre fica preocupado
A minha preocupaçao, Paraná
É ve-la em outros braços
(coro)Paraná e, Paraná e, Paraná
(coro)Paraná e, Paraná e, Paraná
Vou tocar Sao Bento Grande, Paraná
Toco Angola, Cavalaria
Se nao foce essa nega, Paraná
Eu aqui nao estaria
(coro)Paraná e, Paraná e, Paraná
(coro)Paraná e, Paraná e, Paraná
Paraná cordao de ouro, Paraná
Chuva fina nao me molha
Se essa nega nao me quer, Paraná
Outra quer e ela chora
(coro)Paraná e, Paraná e, Paraná
(coro)Paraná e, Paraná e, Paraná
Vou jogando a capoeira, Paraná
Jogo com o pé, jogo com a mao
Na roda da capoeira, Paraná
Pois meu nome é Barrao
(coro)Paraná e, Paraná e, Paraná
(coro)Paraná e, Paraná e, Paraná

### Danza
Il batuque, maculelê, puxada de rede, la samba de roda e la samba de rua sono danze fortemente legate alla capoeira.

## Roda di Capoeira
La roda di Capoeira è un circolo di persone al centro del quale si pratica la capoeira sotto forma di gioco o di lotta.
I capoeristi si dispongono in circolo battendo i palmi delle mani al ritmo del berimbau e cantando mentre due capoeristi praticano la capoeira al centro del circolo. La lotta/gioco mimata tra due capoeristi può terminare a seguito di un cenno del suonatore del berimbau (solitamente un capoeirista esperto) o quando qualche altro capoeirista "compra" il posto ad uno dei due, col quale inizia a giocare.
La grandezza della roda può variare da un diametro di tre metri fino a un diametro di più di dieci metri, e può essere formata da una dozzina di capoeristi come da più di cento.
Normalmente il gioco inizia di fronte al berimbau. La roda si può formare in qualsiasi luogo, in ambienti chiusi o all'aperto, sul cemento, sull'asfalto, sulla terra, sulla sabbia, per strada, in spiaggia in campagna, in palestra.
Affinché si formi una roda è necessaria la presenza di un'orchestra di strumenti (bateria).
La roda di capoeira è un microcosmo che riflette il macrocosmo della vita e del mondo. Gli elementi che la caratterizzano sono la malizia, il rispetto, la responsabilità, la provocazione, la competizione, la libertà, ma ogni gioco è diverso dagli altri e in ognuno si ritrovano elementi più marcati rispetto ad altri.
In generale nella capoeira non si cerca di distruggere il rivale sebbene non siano rare le contusioni a seguito del gioco. In generale il capoerista preferisce dimostrare la sua superiorità senza completare i colpi.
La ginga è il movimento base della capoeira, ed è un movimento delle gambe al ritmo del tocco del berimbau e ricorda una danza.
Il gioco di capoeira può durare pochi secondi o alcuni minuti a seconda del numero di capoeristi che vogliono giocare.
Durante i combattimenti più lunghi capita che un capoerista richieda una pausa girando nella roda, dopo due o tre giri i capoeristi ritornano ai piedi del berimbau e riprendono a giocare.
Ogni tocco di capoeira richiede una forma differente di gioco, il toque Angola richiede un gioco più lento e più "mandingueiro" (sottile, dissimulato, furbo), São Bento Grande de Bimba un gioco veloce e molti colpi rotatori, Iúna (nella capoeira Regional) un gioco con molte acrobazie (floreios) e riservato agli alunni formati e i mestre e così via.
C'è un detto che dice: Quello che accade nella roda, nella roda rimane. Questo significa che se qualcuno ha qualche differenza o problema con un altro giocatore, allora il problema sarà risolto dentro della roda.

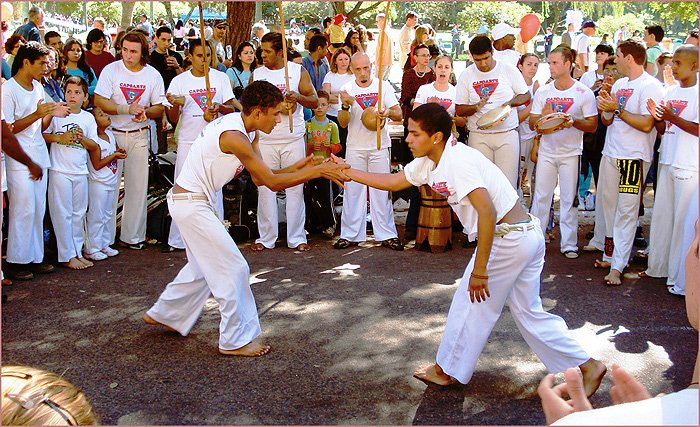
Roda di Capoeira
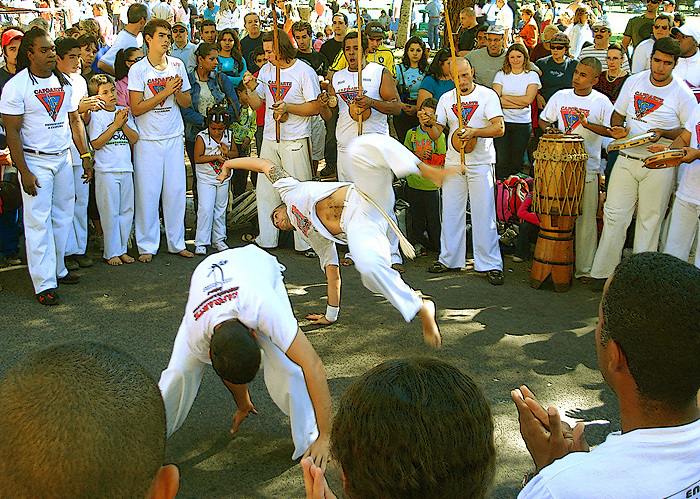
Roda di Capoeira
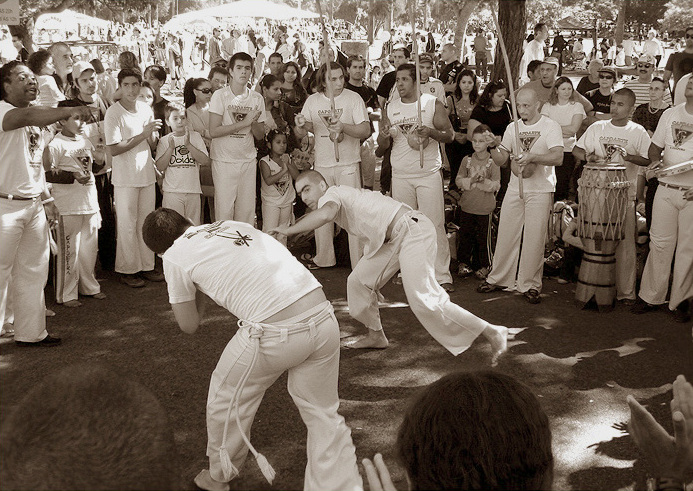
Roda di Capoeira
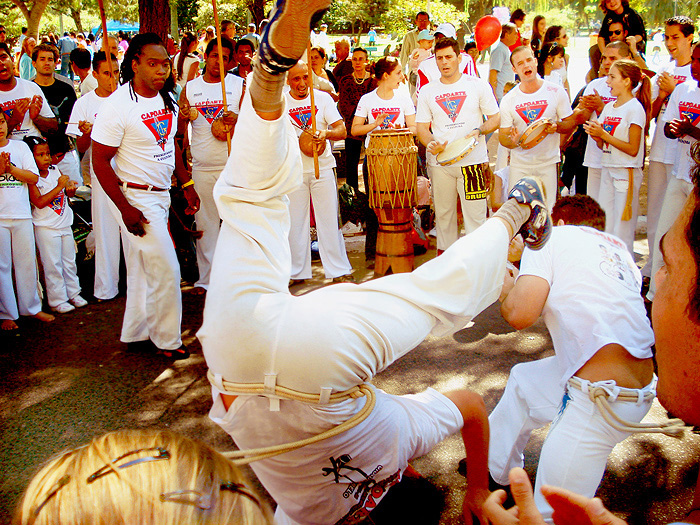
Roda di Capoeira

## Scuole di capoeira in Italia
A partire dal 1982, la capoeira ha iniziato a svilupparsi anche in Italia, grazie al Gran Mestre Canela che, partito da Rio De Janeiro, si trasferì a Viterbo dove, in quell'anno, fondò il primo gruppo di capoeira italiano, col nome di Capoeira Mangangà. Al momento, in Italia sono presenti circa un centinaio di scuole di capoeira. La gran parte di queste aderisce a gruppi diffusi a livello internazionale ed aventi radici in Brasile (nella capoeira si intende, per gruppo, un'organizzazione con una propria struttura, metodologia di insegnamento e sistema di graduazione), altre, invece sono indipendenti.

## Nei media
Per l'alta spettacolarità di alcune acrobazie, in particolare legate alla Capoeira Regional contemporanea, e l'eleganza dei movimenti è facile imbattersi nella capoeira nei media (film, videogiochi, video musicali, pubblicità).
Esempi molto citati sono i personaggi come Eddy Gordo e Christie Monteiro nella serie di videogame di Tekken così come le scene con Vincent Cassel nel film hollywoodiano Ocean's Twelve. Anche Elle, nel manga giapponese Death Note, pratica la capoeira, o in Never Back Down - Combattimento letale, uno dei protagonisti pratica la capoeira. Inoltre nell'anime/manga Inferno e paradiso il personaggio di Bob utilizza proprio l'arte dalla capoeira nei suoi combattimenti. Ulteriormente, Shinra Kusakabe, protagonista del manga e anime Fire Force, che ha un potere pirotecnico che gli permette di evocare fiamme dai piedi, combatte utilizzando lo stile della capoeira. C'è chi sostiene che la break dance tragga le sue origini da una rielaborazione di tecniche di capoeira.
Per quanto riguarda la fiction sono conosciuti almeno tre film che trattano la capoeira: Solo la forza (Only the Strong) (1993), A Capoeira Iluminada (2008) che narra la storia di Mestre Bimba e della creazione dello stile Regional, ed infine Besouro (2009) che racconta la storia del leggendario capoeirista Besouro Mangangá.